# 59ste Oscaruitreiking
De 59ste Oscaruitreiking, waarbij prijzen werden uitgereikt aan de beste prestaties in films uit 1986, vond plaats op 30 maart 1987 in het Dorothy Chandler Pavilion in Los Angeles. De ceremonie werd gepresenteerd door de Amerikaanse acteur Chevy Chase, actrice Goldie Hawn en de Australische acteur Paul Hogan. De genomineerden werden op 11 februari bekendgemaakt door Robert Wise, voorzitter van de Academy, acteur Don Ameche en actrice Anjelica Huston in het Samuel Goldwyn Theater te Beverly Hills.
De grote winnaar van de avond was Platoon, met in totaal acht nominaties en vier Oscars. De Beste niet-Engelstalige film was de Nederlandse film De aanslag. Verder is het opvallend dat er twee winnaars waren voor Beste documentaire.

## Winnaars en genomineerden
De winnaars staan bovenaan in vet lettertype.

#### Beste film
- Platoon
  - Children of a Lesser God
  - Hannah and Her Sisters
  - The Mission
  - A Room with a View

#### Beste regisseur
- Oliver Stone - Platoon
  - Woody Allen - Hannah and Her Sisters
  - James Ivory - A Room with a View
  - Roland Joffé - The Mission
  - David Lynch - Blue Velvet

#### Beste mannelijke hoofdrol
- Paul Newman - The Color of Money
  - Dexter Gordon - 'Round Midnight
  - Bob Hoskins - Mona Lisa
  - William Hurt - Children of a Lesser God
  - James Woods - Salvador

#### Beste vrouwelijke hoofdrol
- Marlee Matlin - Children of a Lesser God
  - Jane Fonda - The Morning After
  - Sissy Spacek - Crimes of the Heart
  - Kathleen Turner - Peggy Sue Got Married
  - Sigourney Weaver - Aliens

#### Beste mannelijke bijrol
- Michael Caine - Hannah and Her Sisters
  - Tom Berenger - Platoon
  - Willem Dafoe - Platoon
  - Denholm Elliott - A Room with a View
  - Dennis Hopper - Hoosiers

#### Beste vrouwelijke bijrol
- Dianne Wiest - Hannah and Her Sisters
  - Tess Harper - Crimes of the Heart
  - Piper Laurie - Children of a Lesser God
  - Mary Elizabeth Mastrantonio - The Color of Money
  - Maggie Smith - A Room with a View

#### Beste originele scenario
- Hannah and Her Sisters - Woody Allen
  - Crocodile Dundee - Paul Hogan, Ken Shadie en John Cornell
  - My Beautiful Laundrette - Hanif Kureishi
  - Platoon - Oliver Stone
  - Salvador - Oliver Stone en Richard Boyle

#### Beste bewerkte scenario
- A Room with a View - Ruth Prawer Jhabvala
  - Children of a Lesser God - Hesper Anderson en Mark Medoff
  - The Color of Money - Richard Price
  - Crimes of the Heart - Beth Henley
  - Stand by Me - Raynold Gideon en Bruce A. Evans

#### Beste niet-Engelstalige film
- The Assault - Nederland
  - Betty Blue - Frankrijk
  - The Decline of the American Empire - Canada
  - My Sweet Little Village - Tsjecho-Slowakije
  - 38 - Oostenrijk

#### Beste documentaire
- Artie Shaw: Time Is All You've Got - Brigitte Berman
- Down and Out in America - Joseph Feury en Milton Justice
  - Chile: Hasta Cuando? - David Bradbury
  - Isaac in America: A Journey with Isaac Bashevis Singer - Kirk Simon en Amram Nowak
  - Witness to Apartheid - Sharon I. Sopher

#### Beste camerawerk
- The Mission - Chris Menges
  - Peggy Sue Got Married - Jordan Cronenweth
  - Platoon - Robert Richardson
  - A Room with a View - Tony Pierce-Roberts
  - Star Trek IV: The Voyage Home - Don Peterman

#### Beste montage
- Platoon - Claire Simpson
  - Aliens - Ray Lovejoy
  - Hannah and Her Sisters - Susan E. Morse
  - The Mission - Jim Clark
  - Top Gun - Billy Weber en Chris Lebenzon

#### Beste artdirection
- A Room with a View - Gianni Quaranta, Brian Ackland-Snow, Brian Savegar en Elio Altamura
  - Aliens - Peter Lamont en Crispian Sallis
  - The Color of Money - Boris Leven en Karen A. O'Hara
  - Hannah and Her Sisters - Stuart Wurtzel en Carol Joffe
  - The Mission - Stuart Craig en Jack Stephens

#### Beste originele muziek
- 'Round Midnight - Herbie Hancock
  - Aliens - James Horner
  - Hoosiers - Jerry Goldsmith
  - The Mission - Ennio Morricone
  - Star Trek IV: The Voyage Home - Leonard Rosenman

#### Beste originele nummer
- "Take My Breath Away" uit Top Gun - Muziek: Giorgio Moroder, tekst: Tom Whitlock
  - "Glory of Love" uit The Karate Kid Part II - Muziek: Peter Cetera en David Foster, tekst: Peter Cetera en Diane Nini
  - "Life in a Looking Glass" uit That's Life! - Muziek: Henry Mancini, tekst: Leslie Bricusse
  - "Mean Green Mother from Outer Space" uit Little Shop of Horrors - Muziek: Alan Menken, tekst: Howard Ashman
  - "Somewhere Out There" uit An American Tail - Muziek: James Horner en Barry Mann, tekst: Cynthia Weil

#### Beste geluid
- Platoon - John K. Wilkinson, Richard Rogers, Charles "Bud" Grenzbach en Simon Kaye
  - Aliens - Graham V. Hartstone, Nicolas Le Messurier, Michael A. Carter en Roy Charman
  - Heartbreak Ridge - Les Fresholtz, Dick Alexander, Vern Poore en William Nelson
  - Star Trek IV: The Voyage Home - Terry Porter, Dave Hudson, Mel Metcalfe en Gene S. Cantamessa
  - Top Gun - Donald O. Mitchell, Kevin O'Connell, Rick Kline en William B. Kaplan

#### Beste geluidseffectbewerking
- Aliens - Don Sharpe
  - Star Trek IV: The Voyage Home - Mark Mangini
  - Top Gun - Cecelia Hall en George Watters II

#### Beste visuele effecten
- Aliens - Robert Skotak, Stan Winston, John Richardson en Suzanne Benson
  - Little Shop of Horrors - Lyle Conway, Bran Ferren en Martin Gutteridge
  - Poltergeist II: The Other Side - Richard Edlund, John Bruno, Garry Waller en William Neil

#### Beste kostuumontwerp
- A Room with a View - Jenny Beavan en John Bright
  - The Mission - Enrico Sabbatini
  - Otello - Anna Anni en Maurizio Millenotti
  - Peggy Sue Got Married - Theadora Van Runkle
  - Pirates - Anthony Powell

#### Beste grime
- The Fly - Chris Walas en Stephan Dupuis
  - The Clan of the Cave Bear - Michael G. Westmore en Michèle Burke
  - Legend - Rob Bottin en Peter Robb-King

#### Beste korte film
- Precious Images - Chuck Workman
  - Exit - Stefano Reali en Pino Quartullo
  - Love Struck - Fredda Weiss

#### Beste korte animatiefilm
- A Greek Tragedy - Linda Van Tulden en Willem Thijssen
  - The Frog, the Dog and the Devil - Bob Stenhouse
  - Luxo Jr. - John Lasseter en William Reeves

#### Beste korte documentaire
- Women – for America, for the World - Vivienne Verdon-Roe
  - Debonair Dancers - Alison Nigh-Strelich
  - The Masters of Disaster - Sonya Friedman
  - Red Grooms: Sunflower in a Hothouse - Thomas L. Neff en Madeline Bell
  - Sam - Aaron D. Weisblatt

#### Irving G. Thalberg Memorial Award
- Steven Spielberg

#### Ere-award
- Ralph Bellamy, voor zijn unieke talent en zijn onderscheidende diensten aan het acteursvak.[2]

## Films met meerdere nominaties
De volgende films ontvingen meerdere nominaties:
| Nominaties | Film                          | Awards |
| ---------- | ----------------------------- | ------ |
| 8          | Platoon                       | 4      |
| 8          | A Room with a View            | 3      |
| 7          | Aliens                        | 2      |
| 7          | Hannah and Her Sisters        | 3      |
| 7          | The Mission                   | 1      |
| 5          | Children of a Lesser God      | 1      |
| 4          | The Color of Money            | 1      |
| 4          | Star Trek IV: The Voyage Home |        |
| 4          | Top Gun                       | 1      |
| 3          | Crimes of the Heart           |        |
| 3          | Peggy Sue Got Married         |        |
| 2          | Hoosiers                      |        |
| 2          | Little Shop of Horrors        |        |
| 2          | 'Round Midnight               | 1      |
| 2          | Salvador                      |        |